# Goniokory

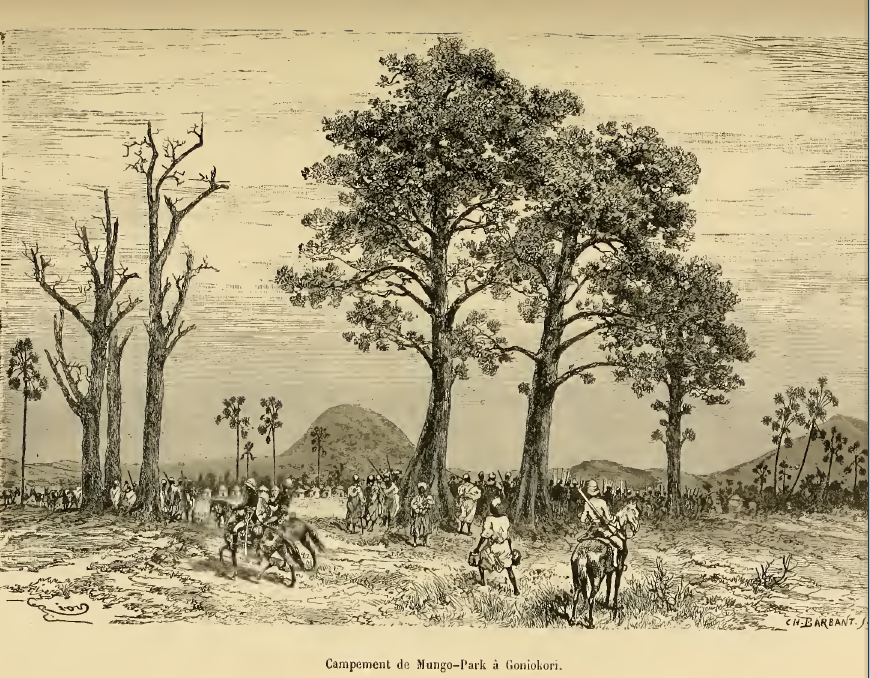
Els bananers del Mungo Park a Goniokory

Goniokory és una població de Mali al nord-oest de Kita, prop de la riba del Bakhoy després de rebre al Baoulé (afluent del Bakhoy). És la principal població de la comarca del Fouladougou. Els arbres de bona fusta són abundants i en general arbres que es poden explotar són cultivats encara. També s'hi cultiven cacauets, antigament només consumits localment però avui dia també exportats.
A Goniokory residia el vell Dafa Buloko de la família dels Diakites, cap del Fouladougou al que es consultava en les gran ocasions mentre que el rei no tenia més poder que donar el seu consell als diferents caps de poble; al Fouladougou, com a tota la riba esquerra del Bakhoy cada població era com un estat independent. El país estava en lluita constant amb els tuculors de Ségou. El Fouladougou estava format per les poblacions de Khor (a la vora del riu), Badougou, Ouakoro, Gassi, Goniokory, Bertiala (a les muntanyes prop de Badougou) i Manambougou (al camí de Kita), amb uns 8.000 habitants el 1880.
La població estava formada per peuls, malinkes i bambares, parlant tots en general malinke. Les famílies dominants peuls eren quatre (Dialo, Diakites, Bidi-Bis i Sangaris o Ba) però la principal a Goniokory eren els Diakites. Bambares i malinkes parlen dos llengües força semblants; el bambara local s'assembla també força al peul.
A Goniokory hi ha dos banians gegants sobre els quals Mungo Park va descansar i que posteriorment van reconèixer els francesos.